# Pallacanestro Olimpia Milano 1976-1977
Questa voce raccoglie le informazioni riguardanti la Pallacanestro Olimpia Milano nelle competizioni ufficiali della stagione 1976-1977.

## Verdetti stagionali
- Serie A2 1976-77: 1° su 12 partecipanti (18 vinte su 22 partite) promossa in A1
- Poule Scudetto A: 4° su 4 partecipanti (1 vinta su 6 partite) eliminata.
- Coppa delle Coppe 1976-77: Semifinali

## Stagione
L'Olimpia Milano 1976-1977, sponsorizzata Cinzano, per la prima volta nella sua storia non ha partecipato al massimo campionato professionistico italiano da cui era retrocessa la stagione precedente.
Guidata da Faina disputa la Serie A2 ottenendo la promozione come prima classificata nella stagione regolare con 18 vittorie e 4 sconfitte. Acquisisce anche il diritto di partecipare alla poule scudetto ma viene eliminata con una sola vittoria e cinque sconfitte.
In qualità di detentrice partecipa alla Coppa delle Coppe arrivando fino alle semifinali dove, nel doppio confronto, viene eliminata dalla Forst Cantù.

## Organigramma societario
Area tecnica
- Allenatore:  Filippo Faina

## Roster
| Nazionalità                              | Nominativo           |
| ---------------------------------------- | -------------------- |
| Italia (bandiera)                        | Maurizio Benatti     |
| Italia (bandiera)                        | Paolo Bianchi        |
| Italia (bandiera)                        | Dino Boselli         |
| Italia (bandiera)                        | Franco Boselli       |
| Italia (bandiera)                        | Giuseppe Brumatti    |
| Italia (bandiera)                        | Vittorio Ferracini   |
| Italia (bandiera)                        | Antonio Francescatto |
| Italia (bandiera)                        | Vittorio Gallinari   |
| Danimarca (bandiera) · Canada (bandiera) | Lars Hansen          |
| Stati Uniti (bandiera)                   | Mike Sylvester       |
| Italia (bandiera)                        | Renzo Vecchiato      |
| Italia (bandiera)                        | Paolo Friz           |
| Italia (bandiera)                        | Charles Menatti      |